# Чепель (село)
Че́пель (укр. Чепіль) — село, Чепельский сельский совет, Изюмский район (до 17 июля 2020 года — Балаклейский район), Харьковская область, Украина.
Село Чепель является административным центром Чепельского сельского совета, в который, кроме того, входит село Ветровка.

## Географическое положение
Через село протекает река Чепель, которая через 5 км впадает в Северский Донец.

## Экономика
В селе есть свинотоварная и молочно-товарная фермы.

## История
Селение основано в 1707 году.
1919 год — в селе Чепель создана одна из первых на Украине сельскохозяйственных коммун им. Р. Люксембург «Плуг и Молот».
По состоянию на начало 1966 года численность населения составляла 1515 человек, здесь находилась центральная усадьба колхоза им. XIX партсъезда, действовали школа со спортзалом, Дом культуры и библиотека.
Население по переписи 2001 г. составляло 991 человек.

## Достопримечательности
- Рыбачье (укр. Рибчине), энтомологический заказник местного значения. Обнаружено 15 видов насекомых, занесенных в Европейский Красный список и Красную книгу Украины, среди них опылители сельскохозяйственных культур: мелиттурга булавоусая, рофитоидес серый, шмели: армянский, глинистий, моховый. Площадь — 9,4 га. Год создания — 1984[3].
- В 6 км от Чепеля на берегу Северского Донца (Ветровская коса) проходит ежегодный фестиваль «Акустической рок-музыки под Балаклеей», организованный харьковским «Клубом Любителей Русского Рока».

## Известные люди
- Аверин, Всеволод Григорьевич (1889—1946) — известный художник-график, родился в селе[2];
- Аверин, Виктор Григорьевич (1885—1955) — зоолог, профессор, доктор сельскохозяйственных наук, родился в селе[2];
- Засядько, Александр Фёдорович (1910—1963) — министр угольной промышленности СССР, заместитель Председателя Совета Министров СССР, Герой Социалистического Труда, родился в селе[2].